# وینیسیوس توبیاس
وینیسیوس آگوستو توبیاس داسیلوا (به انگلیسی: Vinicius Augusto Tobias da Silva) زاده ۲۳ فوریه ۲۰۰۴ معروف به وینیسیوس توبیاس، یک فوتبالیست برزیلی است ؛ که برای تیم  رئال مادرید کاستیا به صورت قرضی از تیم شاختار دونتسک بازی میکند.
وینیسیوس توبیاس در محله «ژاردیم ماتارازو» شهر سائوپائولو برزیل متولد شد؛ او در دوازده سالگی شهر زادگاهش را ترک کرد و به پورتو آلگری رفت تا با حضور در آکادمی فوتبال مشهور این شهر، شانس خود را برای درخشش در فوتبال بیشتر کند.
او ابتدا در مرکز خط میانی بازی می‌کرد ولی به تدریج به عنوان دفاع راست به خدمت گرفته شد. وینیسیوس توبیاس در این پست آنچنان درخشید؛ که موفق شد توجه تیم‌های جوانان چند باشگاه بزرگ برزیلی را به خود جلب کند. توبیاس فوتبال حرفه‌ای خود را در سال ۲۰۱۶ و در باشگاه اینترناسیونال آغاز و ۶ سال برای این تیم بازی کرد. او موفق شد در لیست «نسل بعدی» مجله گاردین برای سال ۲۰۲۱ قرار بگیرد؛ و همچنین به تیم‌ملی زیر۲۰ سال کشور برزیل دعوت شد.
این استعداد جوان برزیلی در شروع سال ۲۰۲۲ راهی اروپا شد تا به باشگاه اوکراینی شاختار دونتسک بپیوندد. او در ۱۸ سالگی با باشگاه اوکراینی قراردادی شش میلیون یورویی امضا کرد. باشگاه شاختار به تمایل استفاده از استعدادهای برزیلی شهرت دارد و وینیسیوس توبیاس بهترین تصمیم برای ورود به فوتبال اروپا را، بازی در این تیم می‌دانست.
با شروع تهاجم روسیه و جنگ در اوکراین، و حمایت فیفا از بازیکنان خارجی شاغل در لیگ اوکراین، به آنها اجازه داده شد، بیرون از مهلت نقل و انتقالات مرسوم، به تیم‌های جدید نقل مکان کنند. رئال مادرید از فرصت پیش‌آمده نهایت استفاده را برد و در ۱ آوریل ۲۰۲۲، وینیسیوس توبیاس را به صورت قرضی و تا پایان فصل ۲۰۲۲–۲۰۲۳ به خدمت گرفت. قرارداد قرضی رئال با شاختار شامل یک گزینه خرید است. رئال مادرید در صورتیکه در پایان قرارداد قرضی مایل باشد، با پرداخت ۱۰ میلیون یورو به باشگاه اوکراینی، بازیکن جوان برزیلی را به صورت قطعی خریداری خواهد کرد.
رئال مادرید سهمیه‌های بازیکنان غیر اتحادیه اروپا خود را برای تیم اول اختصاص داده‌است. از این رو وینیسیوس توبیاس ۱۸ ساله در فصل گذشته، چهار بازی در پست مدافع راست برای رئال مادرید کاستیا، تیمی متعلق به باشگاه رئال مادرید که در لیگ دسته سوم اسپانیا حضور دارد، انجام داد.